# Chimarra yulae
Chimarra yulae là một loài Trichoptera trong họ Philopotamidae. Chúng phân bố ở miền Australasia.